# Pontosaurus
Il pontosauro (gen. Pontosaurus) è un rettile estinto, appartenente agli squamati. Visse all'inizio del Cretaceo superiore (circa 90 milioni di anni fa) e i suoi resti sono stati ritrovati in Croazia e in Libano.

## Descrizione
Il corpo di questo animale superava di poco il metro di lunghezza ed era di forma allungata. La testa era piuttosto corta, simile a quella dei varani, con un'ampia apertura boccale e denti aguzzi, sorretta da un lungo collo. La coda era lunghissima (circa il doppio del corpo) e appiattita lateralmente, mentre le zampe erano piuttosto sviluppate.

## Classificazione
Il pontosauro è una delle numerose forme di lucertole varanoidi semiacquatiche sviluppatesi nel corso del Cretaceo, dalle quali con tutta probabilità si originò il ceppo che condusse all'apparizione dei serpenti. Pontosaurus stesso non può essere considerato un valido candidato, in quanto appare troppo tardi nella documentazione fossile ed è più o meno contemporaneo dei primi serpenti; questo animale viene ascritto alla famiglia dei dolicosauridi (Dolichosauridae), probabilmente parafiletica. La specie tipo è Pontosaurus lesinensis, rinvenuto sull'isola di Lesina, in Croazia.

## Fossili eccezionali

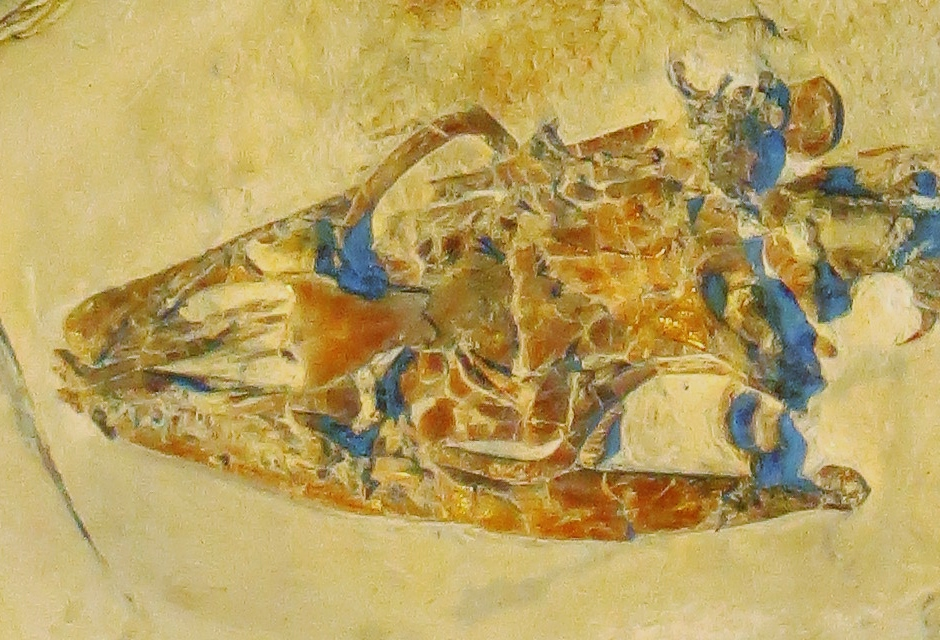
Cranio di Pontosaurus kornhuberi

Un fossile di pontosauro, rinvenuto in un lagerstätte nella valle di Al Gabour (Libano) è particolarmente interessante: l'esemplare (olotipo della nuova specie Pontosaurus kornhuberi) ha conservato l'impronta delle squame intorno alla testa, le zampe e la coda. La regione della testa era ricoperta da scaglie molto piccole, simili a quelle delle attuali lucertole, ma queste erano accompagnate da alcune squame altamente modificate, grandi ed esagonali come quelle dei serpenti attuali. Lungo la coda erano presenti squame carenate, anch'esse simili a quelle dei serpenti: Caldwell e Dal Sasso (2004) ritengono che la conservazione di queste caratteristiche sia fondamentale per comprendere l'origine dei serpenti.